# Can Carrión
Can Carrión és una casa modernista de Vallbona d'Anoia (Anoia) inclosa a l'Inventari del Patrimoni Arquitectònic de Catalunya.

## Descripció
Casa de planta quasi quadrangular, de dos pisos i acabada en terrat en mig del qual hi ha una torre de base rectangular i coberta a quatre vessants coronada per decoracions.
El terrat presenta una balustre de terra cuita i les finestres i portes estan remarcades per arrebossat.
Construïda en desnivell.